# Nieve (helado)
En México, se denomina nieve a un tipo de helado de sabores frutales (generalmente hecho con jugo de frutas), a base de agua. Entre las nieves de sabores más populares se encuentran las de limón, guanábana, mamey, coco, mango, y fresa.
Existen localidades mexicanas en las que la producción de nieves de sabor representa un atractivo culinario, y se llevan a cabo importantes ferias y exposiciones gastronómicas. Entre las localidades más destacadas al respecto se encuentra Tepoztlán, donde se preparan nieves de diversos sabores, como la de chicle, las de sabores de flores, como la de rosa, así como la de café.[cita requerida] En el estado de Oaxaca se preparan las nieves tradicionales de leche quemada, tequila o mezcal; y, en Pátzcuaro se prepara la tradicional nieve de pasta, de consistencia cremosa.
Sus inicios son relativamente antiguos. Los chinos mezclaban la nieve de las montañas con fruta y miel, y, los califas de Bagdad, con jugo de frutas. Le dieron el nombre de sharbets, que significa «bebida», —de donde proviene la palabra «sorbete»—. Se afirma que Marco Polo en 1295 introdujo a Italia las recetas de los helados aprendidas en sus viajes.
También en la época prehispánica el rey Moctezuma tomaba nieve traída del volcán Popocatépetl, endulzada con miel de abejas o de avispas y aguamiel.por lo cual los mexicas aztecas fueron la primera civilización en América de la cual se tiene registro prehispánico en optar este alimento en su alimentación .

## Nieve de garrafa

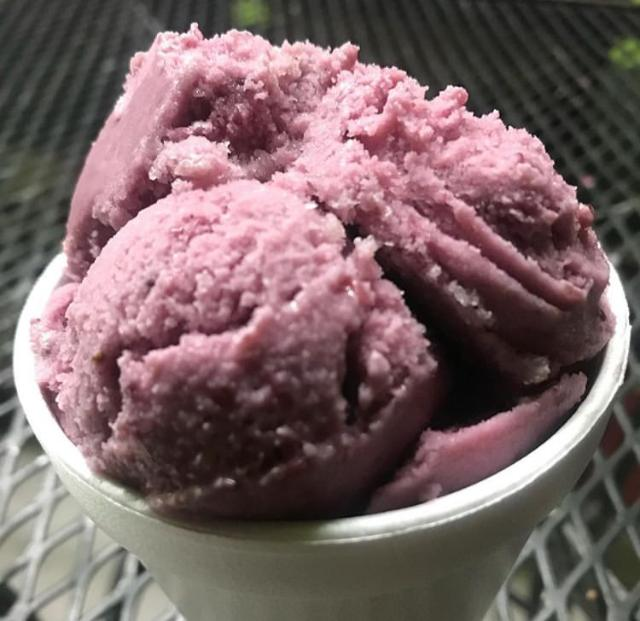
Una nieve de garrafa, hecha de frutos rojos

Es una de las formas más comunes de preparar nieves en México; su preparación es básica por el tipo de maquinaria que se requiere, ya que solo se necesita un recipiente de madera, uno más pequeño de acero y una pala o cucharon para batirla.
Se podría considerar como una de las nieves más nutritivas por su forma de preparación, debido a que no contiene conservadores y la mayoría de sus sabores suelen ser de alguna fruta de temporada.

### Historia
La cultura teotihuacana celebraba ceremonias religiosas para pedir a sus dioses por sus cosechas durante el equinoccio; dentro de los platos preparados se hacía una nieve hecha de agua, mieles y frutas como cacao, capulín o mamey. Se ponía una olla llena de mieles y frutas dentro de una cubeta de madera con hielo y sal, que al girarla se congelaba el líquido.
En la antigüedad, los mexicas transportaban hielo de los volcanes Iztaccíhuatl y Popocatépetl hacia Tlatelolco, principal mercado mexica. Las nieves solían ser endulzadas con mieles de tuna, maguey, avispa y maíz. Eran vendidas a un precio elevado, ya que contenían una veintena de semillas de cacao, siendo consumidas por sacerdotes y grandes señores.
La nieve de garrafa fue introducida por los italianos en la época de la colonia. Antaño, la nieve era elaborada en cubetas de madera y garrafas, batiéndose el contenido con una manivela y, los restos eran retirados con una pala. El procedimiento fue conservado hasta la actualidad.
En el siglo XIX, vendedores ambulantes recorrían las calles de las ciudades con un «carrito», con cubetas de madera y metal en su interior llenas de nieve.

### Sabores tradicionales
Tradicionalmente, para la elaboración de los sabores de las nieves de garrafa se usan frutas naturales de temporada tales como mango, mandarina, limón, fresa, sandía, elote, vainilla, coco, chongos zamoranos, etc. También se pueden preparar con sabores no frutales, como dulces de chocolate, galletas o cajetas.